# فالكيريا كرونكلس 3
فالكيريا كرونكلس 3 (بالإنجليزية: Valkyria Chronicles III)‏ وإسمها الكامل سينجو نو فالكيريا 3: أنريكوردد كرونكلس (بالإنجليزية: Senjō no Valkyria 3: Unrecorded Chronicles)‏ هي لعبة فيديو تقمص أدوار تكتيكية تم إنتاجها في سنة 2011 وتوزيعها عن طريق شركة سيغا وميديا فيجن لأجهزة بلاي ستيشن بورتبل وهي الجزء الثالث من سلسلة ألعاب فالكيريا كرونكلس.

## روابط خارجية
- فالكيريا كرونكلس 3 على موقع ANN anime (الإنجليزية)